# Leopold Facco
Leopold Facco (* 10. November 1907; † Oktober 1993) war ein österreichischer Fußballspieler, der in den 1930er Jahren zwei Meistertitel mit dem SK Admira Wien gewann und im Nationalteam zum Einsatz kam.

## Vereinskarriere
Facco gab sein Debüt in der höchsten Spielklasse als Spieler des Brigittenauer AC im Frühjahr 1927. Der Stürmer kam zunächst als Rechtsverbinder in einer Sturmreihe mit Anton Brosenbauer und Josef Hofbauer zum Einsatz, stellte jedoch bald seine Vielseitigkeit unter Beweis, als er im Laufe der nächsten beiden Jahre auf jeder Sturmposition spielte. Zwar konnten die Brigittenauer 1928 ihren sensationellen zweiten Platz aus der Vorsaison nicht wiederholen, aber am Ende reichte es zumindest noch für den Klassenerhalt. Weniger gut verlief die folgende Saison, die mit dem Abstieg in die II. Liga endete. Anfang 1930 verließ Facco den Verein und nahm ein Angebot der Admira an.
Bei den Jedleseern kam er nun nicht nur als Stürmer zum Einsatz, sondern fand auch Platz auf den Außenläuferpositionen. In seinen beiden ersten Jahren beim Verein scheiterte man jeweils knapp am Ziel Meistertitel und musste sich jeweils mit dem zweiten Platz zufriedengeben. Den im Jahr 1931 nach Punktesystem ausgetragenen ÖFB-Cup beendete die Admira an dritter Stelle, Facco wurde jedoch mit 14 Toren erfolgreichster Torschütze des Bewerbes. 1932 konnten die Schwarz-Weißen schließlich den Meistertitel gewinnen, wobei sich Facco als rechter Läufer bzw. Verbinder meist mit Johann Klima abwechselte. Zwei Jahre später wurde der Titelgewinn wiederholt, Facco wurde jedoch zunehmend von Johann Urbanek und Leopold Vogl in der Stammmannschaft zurückgedrängt.
Nach wenigen Runden der Meisterschaft 1934/35 verließ er daher die Admira und übersiedelte nach Frankreich, wo er für den Zweitligisten FC Rouen spielte und in der Meisterschaft den dritten Platz belegte. Nach rund einem Jahr kehrte er nach Wien zurück und schloss sich dem Wiener Sport-Club an. Dort spielte er in einer Sturmreihe mit Rudolf Geiter, sprang jedoch auch als Mittelläufer für Josef Chloupek ein. 1937 wechselte er kurzzeitig zum Grazer AK, ehe er für den Badener AC auflief und 1938 den Firmenverein der Saurerwerke verstärkte.
Während der Kriegsjahre war Facco für den Zweitligisten SV Eis Wien aktiv, ehe er sich nach Kriegsende dem SCR Hochstädt Wien anschloss. Mit den Brigittenauern gelang 1946 der Aufstieg in die höchste Spielklasse und Facco spielte seine letzte Erstligasaison, die allerdings mit dem sofortigen Wiederabstieg endete. Danach lief er noch für mehrere unterklassige Wiener Vereine auf. Er wurde am Heiligenstädter Friedhof in Wien bestattet.

## Nationalmannschaft
Sein Debüt in der Nationalmannschaft gab Facco im November 1930 bei einem Freundschaftsspiel gegen Schweden, wo er als rechter Außenläufer zum Einsatz kam und beim 4:1-Sieg ein Eigentor erzielte. Im Februar des Folgejahres wurde er als Rechtsverbinder in einer Sturmreihe mit seinen Klubkollegen Ignaz Sigl und Anton Schall bei einem Spiel gegen Italien aufgestellt. Das zum Europacup der Nationalmannschaften 1931–1932 zählende Spiel endete mit einer 1:2-Niederlage und Faccos Leistung wurde als enttäuschend beschrieben. Danach kam es zu keinen weiteren Einberufungen ins Nationalteam mehr, lediglich drei Spiele für das Wiener Städteteam folgten noch.

## Erfolge
- Sieger Europacup der Nationalmannschaften 1931–1932
- 2× österreichischer Meister: 1932, 1934
- 1× ÖFB-Cupsieger: 1932
- 1× österreichischer Zweitligameister: 1946
- 2 Spiele für die österreichische Fußballnationalmannschaft: 1930–1931